# NMBのめっちゃバイト
『NMBのめっちゃバイト』（エヌエムビーのめっちゃバイト、英称：NMB48 works part-time so "MECCHA"）は、2014年7月8日から同年12月23日まで関西テレビで毎週火曜日25:00 - 25:30（水曜日1:00 - 1:30）に放送されていたバラエティ番組である。ディップ（バイトル）の単独提供で、関西ローカル。

## 概要
NMB48のメンバーが地元・関西の人々と触れ合いながらアルバイトに挑戦。「アイドルがこんなことをガチでやっていいのか」、「アイドルがこんな過酷なことに挑戦してもいいのか」など視聴者が「NMB、マジか」と驚くような“めっちゃバイト”に全力で挑む。“めっちゃバイト”を通して、NMB48がアイドルとしての新たな可能性を発揮する番組。

## 出演者
- NMB48
  - チームN：太田夢莉、加藤夕夏、岸野里香、河野早紀、古賀成美、小谷里歩、上西恵、須藤凜々花、西村愛華、室加奈子、山内つばさ、山岸奈津美、山口夕輝、山本彩、吉田朱里
  - チームM：東由樹、石塚朱莉、沖田彩華、川上礼奈、木下百花、久代梨奈、近藤里奈、白間美瑠、高野祐衣、武井紗良、谷川愛梨、藤江れいな、三浦亜莉紗、三田麻央、村上文香、村瀬紗英、矢倉楓子、山田菜々
  - チームBII：井尻晏菜、磯佳奈江、市川美織、植田碧麗、梅田彩佳、門脇佳奈子、上枝恵美加、川上千尋、木下春奈、日下このみ、黒川葉月、渋谷凪咲、内木志、林萌々香、薮下柊、渡辺美優紀
- ガリガリガリクソン（ナレーション）

## 放送日程
| 回 | 放送日時      | アルバイト内容                | アルバイト先                                 | 出演メンバー                                      | 備考/本日の報酬                                                          |
| -- | ------------- | ----------------------------- | -------------------------------------------- | ------------------------------------------------- | ------------------------------------------------------------------------ |
| 1  | 2014年 7月8日 | 銭湯で背中流し                | 豊中温泉                                     | 川上礼奈、高野祐衣、山田菜々                      | お菓子、飲み物類 他                                                      |
| 2  | 7月15日       | 左官見習い                    | DST泥水土工房                                | 市川美織、門脇佳奈子、日下このみ                  | 大人の泥団子                                                             |
| 3  | 7月22日       | 生物採集（採り子）            | 山奥                                         | 沖田彩華、木下百花、近藤里奈                      | ヒメオオクワガタ                                                         |
| 4  | 7月29日       | ダチョウの飼育                | 日本ダチョウ農園                             | 木下春奈、上西恵、山口夕輝                        | ダチョウの卵                                                             |
| 5  | 8月5日        | 農園レストラン                | 農園 杉・五兵衛                              | 上枝恵美加、小谷里歩、山内つばさ                  | 採れたて野菜、果物                                                       |
| 6  | 8月12日       | 道を作る（道路の舗装工事）    | 株式会社エイテック                           | 磯佳奈江、岸野里香、山岸奈津美                    | 道のネーミング                                                           |
| 7  | 8月19日       | 理髪店（頭洗い）              | The Barber 理髪館 針中野店                   | 井尻晏菜、林萌々香、矢倉楓子                      | 感謝の気持ち（果物、惣菜など）                                           |
| 8  | 9月2日        | 歩荷 温泉旅館手伝い           | 翠嶺館 花屋徳兵衛、角甚                      | 谷川愛梨、三浦亜莉沙、村瀬紗英                    | 感謝の気持ち（温泉土産など）                                             |
| 9  | 9月9日        | 紅たで収穫                    | カネ筒農園                                   | 太田夢莉、西村愛華、薮下柊                        | 紅たでシロップ・甘酢・醤油 紅たでパック×3                                |
| 10 | 9月16日       | 看板作り                      | 黒字看板                                     | 白間美瑠、武井紗良、三田麻央                      | 名前のカッティングシート                                                 |
| 11 | 9月23日       | 牛の飼育                      | 兵庫髙見牧場                                 | 石塚朱莉、加藤夕夏、村上文香                      | 産まれた子牛の命名権                                                     |
| 12 | 9月30日       | 漁で獲った魚で佃煮作り        | 川田商店                                     | 東由樹、久代梨奈、藤江れいな                      | うろりの佃煮とご飯                                                       |
| 13 | 10月7日       | しば漬作り                    | 土井志ば漬本舗                               | 近藤里奈、高野祐衣、谷川愛梨                      | しば漬&窯炊きごはん                                                      |
| 14 | 10月14日      | 犬の移動シャンプー            | クードッグシャンプーサービス                 | 岸野里香、古賀成美、須藤凜々花                    | 今日洗ってあげた ワンちゃんのぬいぐるみ                                  |
| 15 | 10月21日      | 臨時日本語教師                | 神戸東洋日本語学院                           | 上枝恵美加、黒川葉月、室加奈子                    | 生徒たちの寄せ書き 自国のお土産などのプレゼント ジョンさんの手作りケーキ |
| 16 | 10月28日      | 草野球の審判                  | グラウンド                                   | 梅田彩佳、河野早紀、吉田朱里                      | 旬の果物盛り合わせ                                                       |
| 17 | 11月4日       | ギター流し                    | 大阪駅前第一ビル・さよかビル                 | 小谷里歩、山本彩                                  | 歌のプレゼント                                                           |
| 18 | 11月11日      | キッズ写真館                  | 子供写真館ルージィアンドデイジー             | 東由樹、木下春奈、渋谷凪咲                        | アルバイトをがんばる姿の写真                                             |
| 19 | 11月18日      | クリスマスブーツ作り          | 株式会社 浪花堂                              | 川上千尋、日下このみ、薮下柊                      | 1万円のクリスマスブーツ                                                  |
| 20 | 11月25日      | イルミネーションの装飾        | JIA 一般社団法人 日本イルミネーション協会    | 加藤夕夏、上西恵、林萌々香                        | 須磨海浜水族園スタッフ 手作りキャンドルライト                            |
| 21 | 12月2日       | 自然薯掘り                    | 岡山県西粟倉村の山中                         | 川上礼奈、木下百花、内木志                        | 自然薯の天ぷら 自然薯の落とし汁                                          |
| 22 | 12月9日       | 山いき見習い                  | 吉野中央森林組合                             | 植田碧麗、門脇佳奈子、渋谷凪咲                    | 東吉野村特産品 （スマホケース・割り箸など）                              |
| 23 | 12月16日      | 高級クラブのホステス          | club SOUTH                                   | 市川美織、上枝恵美加、渡辺美優紀                  | お客様用のお土産 （GODIVAのお菓子詰合せ）                                |
| 24 | 12月23日      | 感謝の気持ちを「歌」で届ける! | DST泥水土工房、浪花堂 理髪館、梅田スカイビル | 磯佳奈江、門脇佳奈子、近藤里奈 林萌々香、三田麻央 | [ 注釈 15 ]                                                              |

### 放送休止
- 2014年 - 8月26日（「柔道世界選手権2014<PERFECT　SPORT>」放送のため。）

## 主題歌
- オープニング&エンディング
  - イビサガール（第1回 - 第14回）
  - らしくない（第15回 - 第22回）
  - やさしくするよりキスをして（第23回、第24回）[注釈 16]

## スタッフ
- 企画・監修：秋元康
- 企画協力：Y&N Brothers Inc.、KUM-NAMU ENTERTAINMENT
- 構成：武輪真人、村井聡之
- ブレーン：田中文章、山下貴、いいのりさ
- CAM：西脇靖記、福田禎之、前田剛志、高嶺篤哉
- AUD：林敏永、本松健一、三吉秀樹
- 美術制作：西川夏子（関西テレビ）
- メイク：CO.CO.RO.
- 編集：明石健二、井上ちひろ、赤羽直樹、森美鈴、春日真弓、田中麻友子、佐藤友彦、前田美鈴、永元菜津美
- 音効・MA：寺脇千景
- タイトル：ちゅるんカンパニー
- 協力：ユーロック、ブリッジ、かえるフィルム
- 技術協力：トラッド、マウス、トニックファンクション
- デスク：寺田環（フロッグ）
- 宣伝：中村あや・川上翔子・羽藤ゆかり（関西テレビ）
- ディレクター：高谷泰司・近藤和俊（ユーロック）、渡辺智之・東郷誠（ブリッジ）、浅田靖（かえるフィルム）、正垣晶博（フロッグ）
- AD:有友由紀（ユーロック）
- 演出：堀一範（フロッグ）
- プロデューサー：川村徹也（関西テレビ）、岩橋剛志・岡田良子（フロッグ）
- 制作協力：フロッグ
- 制作著作：関西テレビ